# Bolloré
Pour les autres significations, voir Bolloré (homonymie).
 (février 2023).
Motif : Mélange de ton promotionnel, d'infos sans intérêt, apportés très probablement par des partisans et des opposants. + Mise à jour à faire
Le groupe Bolloré est une multinationale française de transport, de logistique, et de communication sous l’égide de la Compagnie de l'Odet elle-même sous l’égide des Plantations des Terres Rouges. La compagnie de l’Odet est la propriété d’Edouard de Ribes et Plantations des Terres Rouges Sárl.
En 1822, Nicolas Le Marié fonde les papeteries d'Odet. Jean-René Bolloré lui succède en 1861 et substitue son nom à l'entreprise. Son siège social est situé dans la commune d'Ergué-Gabéric, près de Quimper, en Bretagne. Elle est dirigée par Cyrille Bolloré, fils de Vincent Bolloré.
Il œuvre dans le transport, la logistique, la distribution d'énergie à travers sa filiale Bolloré Transport & Logistics ou encore dans le film plastique ultra fin. Il est présent dans d'autres industries, dont celle historique du papier. Depuis les années 2000, il se développe dans l'automobile, la communication et la publicité, les médias et les télécommunications. En 2004, il figure parmi les deux cents premiers groupes industriels européens et les cinquante premiers français. En 2021, il réalise plus de 19 milliards d'euros de chiffre d'affaires et il emploie 73 000 personnes dans le monde. Cela, sans compter les ventes et emplois indirects qui, eux, s’élèvent à environ 150 000 emplois en Europe[réf. nécessaire].
Le groupe est régulièrement mis en cause pour ses violations des droits humains, notamment au Cameroun et pour sa collusion avec l'extrême-droite et la Russie.

## Histoire
Issu d'une longue tradition papetière, le groupe, qui a réussi sa mutation industrielle à la fin du XXe siècle en se positionnant dans la production de films plastiques ultra fins, est devenu un important conglomérat dans le transport, la logistique, l'industrie, la communication et la finance.

### La famille Bolloré, une tradition papetière depuis 1861
Les papeteries d'Odet ont été créées en 1822 par Nicolas Le Marié (1797-1870), dans la commune d'Ergué-Gabéric, près de Quimper. Ces papeteries, dirigées depuis 1861 par Jean-René Bolloré (neveu par alliance de Nicolas Le Marié et médecin depuis 1850), sont à l'origine une entreprise industrielle familiale moyenne, spécialisée dans la production de papier, puis dans les papiers minces (sachets de thé, papier bible, filtres, etc.). L'image du groupe pour le grand public va être longtemps associée mais réduite, au papier à cigarette et son nom est repris dans une chanson espagnole de Cathy Claret, Bollore, qui deviendra célèbre grâce à la version de Raimundo Amador et B. B. King, « Bolleré te quita las penas / Bolleré pa toda la vida / Bolleré me vuelve loco / Bolleré !! qué papel !! » (« Bollore t'enlève les peines / Bollore, pour toute la vie / Bollore nous rend tous fous / Bollore, quel papier ! »). L'une des marques phare de cette tradition papetière est OCB (Odet-Cascadec-Bolloré), qui est, elle aussi, chantée en 1993 par le groupe Billy Ze Kick et les Gamins en Folie dans la chanson OCB : « OCB, occis carton blindé ! OCB, fais tourner, fais tourner, fais tourner ! OCB, c'est toujours moi le dernier ! », ainsi que par le rappeur Joey Badass en 2013 dans une chanson du même nom.
L'entreprise reste durant toute son histoire, une entreprise familiale. Ainsi, Jean-René Bolloré, directeur de la papeterie d'Odet de 1861 à 1881, laisse la place à sa mort à son fils René-Guillaume Bolloré. Son arrière-petit-fils René Bolloré est le directeur des Papeteries Bolloré de 1935 à 1974, hormis cinq années de guerre. Un frère de René, Gwenn-Aël Bolloré est vice-président des Papeteries de 1952 à 1974 et un autre, Michel, président. L'entreprise OCB a été vendue au groupe Republic Tobacco en 2000.

### À partir de 1981, la diversification industrielle et financière
L'entreprise familiale, en grande difficulté, est prise en main en 1981 par le neveu de Michel, Vincent Bolloré et son frère Michel-Yves Bolloré, assistés de Jean Lassal, elle se recentre d'abord sur les sachets de thé puis sort de sa longue tradition papetière pour devenir dans les années 1990 l'un des leaders mondiaux du film plastique ultrafin,.
Michel-Yves Bolloré dirige alors la partie industrielle du groupe et oriente la sortie de l'industrie papetière pour se spécialiser dans une niche technologique (polypropylène) et industrielle (celle de l'ultrafin) très pointue. Le groupe Bolloré se trouve ainsi à l'abri de toute tentative de rachat par les grands groupes mondiaux, qui préfèrent utiliser les produits, films et plastiques minces, de haute technologie du groupe Bolloré, plutôt que de racheter l'entreprise.
Dans le même temps, Vincent Bolloré, formé à la finance par son expérience chez l'alliée de la famille la compagnie Financière Edmond de Rothschild, transforme le groupe en un conglomérat d'activités très diverses, mêlant participations financières et investissements industriels. On peut citer notamment une participation dans l'assureur italien Generali, le contrôle de la banque italienne d'investissement Mediobanca en 2001 (dont il est resté actionnaire), les médias en 2000, les terminaux portuaires (concession des ports d'Abidjan en 2008, la plupart des terminaux portuaires du golfe de Guinée), les lignes ferroviaires (en particulier en Afrique), les plantations tropicales, la distribution de produits pétroliers (Bolloré Énergie), le vin (domaine de la Croix, La Bastide Blanche en Côtes de Provence), etc.
En 1992, Bolloré rachète la compagnie de transport maritime Delmas-Vieljeux, depuis cédée et intégrée à la CMA-CGM en 2005.
En 1997, il prend le contrôle de la banque Rivaud, raid financier décisif dans la constitution de l'empire Bolloré
Si cette diversification est la marque personnelle de Vincent Bolloré, il conserve cependant la tradition industrielle du groupe familial dans le film ultrafin, l'énergie et le transport, tout en le développant dans l'automobile (Batscap et la Blue Car), et dans la publicité et la communication (Havas en 2004, Aegis en 2006), la presse gratuite (Direct Soir, Direct Matin), l'institut de sondages CSA en 2006, les médias (Bolloré Média, après la revente de ses chaînes Direct 8 et Direct Star au Groupe Canal+ via un échange d'actions, le groupe devient en 2012 le 1er actionnaire de Vivendi) mais aussi, les télécommunications (Bolloré telecom), etc. En mars 2015, le groupe Bolloré vend 22,5 % de Havas pour 601 millions d'euros, dans le but d'augmenter le flottant de l'action Havas. Le groupe bénéficie au même moment d'une envolée boursière, entraînée par un rapport élogieux du fonds spéculatif américain Muddy Waters Research.
En mai 2017, le groupe Vivendi annonce l'acquisition de la participation de 60 % du groupe Bolloré dans Havas pour un montant de 2,36 milliards d'euros, en cas de réussite de cette opération, les 40 autres pourcents d'Havas devraient être repris également par Vivendi, pour un total de 3,881 milliards d'euros,.
En décembre 2021, Mediterranean Shipping Company annonce une offre d'acquisition la filiale Bollore Africa Logistics pour 6,4 milliards de dollars. En parallèle, Vincent Bolloré annonce sa retraite de la gestion du groupe pour le 17 février 2022.
Le 21 décembre 2022, Bolloré finalise en avance la cession de ses ports en Afrique à l'armateur italo-suisse MSC, une opération réalisée avec plusieurs mois d'avance sur le calendrier initial et qui lui rapporte plus de 5 milliards d'euros.
Le groupe Bolloré reçoit le 8 mai 2023 une promesse d’achat pour ses activités de commission de transport et de logistique, regroupées dans Bolloré Transport & Logistics (7,1 milliards d’euros de chiffre d’affaires en 2022 et 13.000 salariés) de la part de CMA CGM. Une offre que le groupe Bolloré a acceptée. Après autorisation par la Commission européenne, la vente est finalisée le 29 février 2024 pour une somme de 4,85 milliards d'euros.

## Activités
Bolloré développe ses activités dans le transport, la logistique, la distribution d'énergie, les films plastiques, les batteries et supercapacités, les véhicules électriques, la communication et les médias. Le groupe gère aussi un portefeuille de participations et des actifs agricoles (plantations).

### Industrie

#### Stockage d'électricité et autobus urbains
La division Blue, anciennement division Bretagne, rassemble les activités de stockage d'électricité avec les batteries lithium métal polymère et de mobilité, à travers trois filiales :
- Blue Solutions, née de la diversification de son métier historique de producteur de papiers et de films plastiques ultrafins, elle représente un chiffre d’affaires de 81 millions d'euros en 2017 ;
- Bluebus ;
- et Bluestorage, qui déploie notamment des solutions de stockage dans des zones non raccordées au réseau électrique (principalement en Afrique).

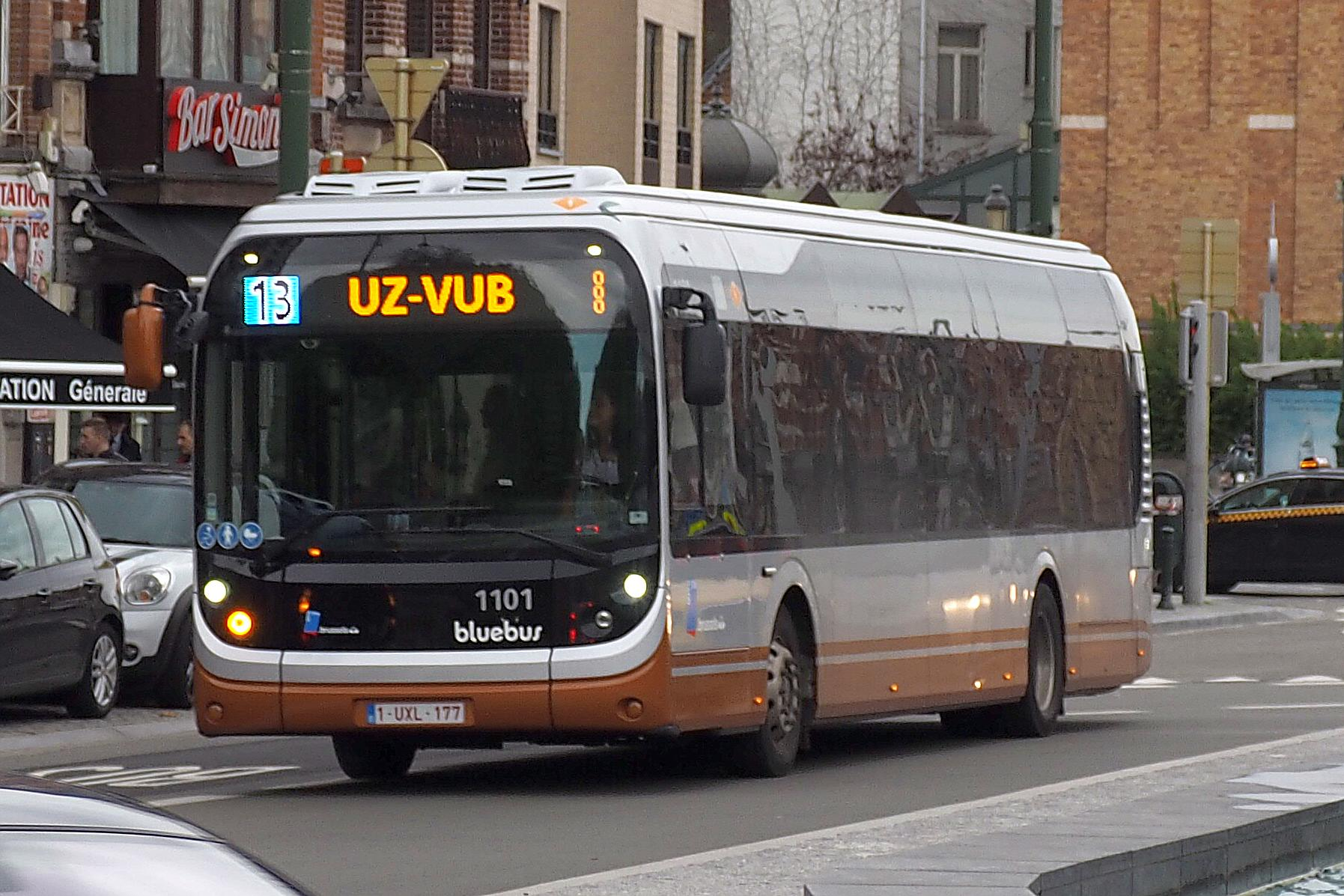
Un Bluebus SE à Bruxelles.

Les batteries produites sont utilisées pour répondre à diverses applications comme la production de véhicules électriques (voitures, bus, tramway) et le déploiement de services d'autopartage. Dans les zones urbaines et périurbaines, les autobus électriques Bluebus d'une longueur de six à douze mètres, sont déployés à Paris, Turin (Italie), Bruxelles, Luxembourg, Abidjan, Rennes… et les Bluetram, fonctionnant sans rails ni caténaires, sont en test à Singapour en 2018.
À Ergué-Gabéric en Bretagne et à Boucherville au Canada, Blue Solutions produit des batteries basées sur la technologie LMP (lithium métal polymère) ainsi que des supercondensateurs pour les véhicules électriques. En 2016, le groupe acquiert la société californienne Capacitor Sciences Incorporated spécialisée dans l’étude et la recherche de nouvelles molécules de stockage de l’énergie.
Le groupe annonce la création d'une gigafactory de batteries électriques "tout solide" dans la région de Mulhouse devant créer 1 500 emplois.
Blue Solutions déploie des solutions de stockage dans des zones non raccordées au réseau électrique via BlueStorage (principalement en Afrique).

#### Films plastiques
La division Films, aussi appelée « Bolloré Innovative Thin Films » depuis novembre 2023, produit des films polypropylènes utilisés pour les condensateurs et composants électriques qui permettent de stocker l’énergie et des films d’emballage thermorétractables pour les marchés de l’industrie et de l’alimentaire. Jusqu'en 2000, l'entreprise possède les marques de papier à cigarette Zig Zag, OCB et JOB.

#### Systèmes et e-mobilité
La division Systèmes, ou « Blue Systems » rassemble les activités liées aux technologies des flux de déplacements et de données.
Avec le groupe IER et sa filiale Automatic Systems, le groupe Bolloré conçoit des bornes de charge et d’identification : bornes interactives, bornes de péages, lecteurs de codes à barres, terminaux de saisie portables et embarqués, imprimantes d’étiquettes codes à barres, solutions de réseaux radio.

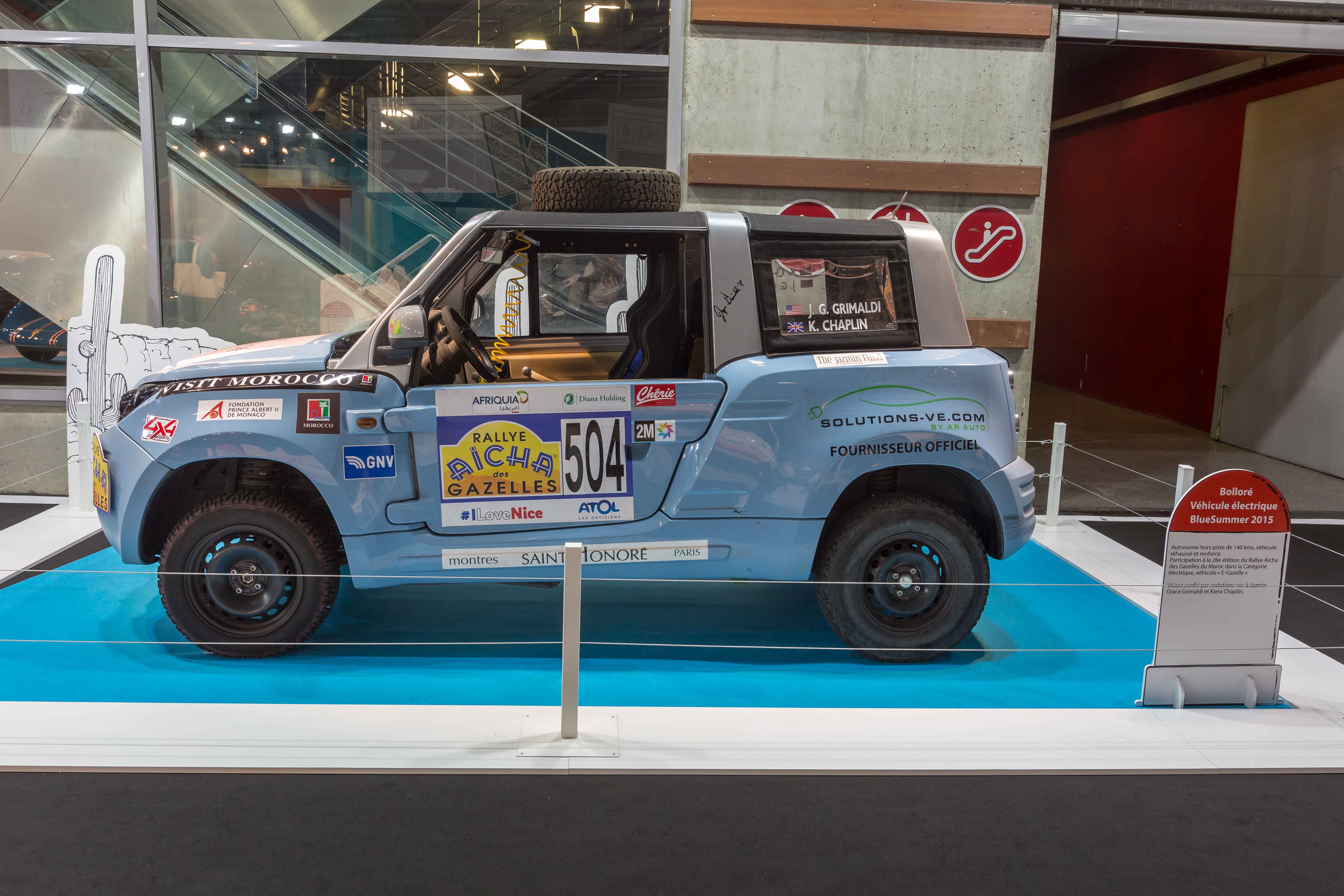
Bolloré Bluesummer.

Le groupe a produit deux véhicules électriques dont les deux modèles phares sont la Bluecar, déployée principalement en autopartage, et la Bluesummer, un cabriolet électrique de loisirs, qui a laissé sa place à la Citroën e-Méhari, à la suite d'un accord avec PSA. La Bluecar, une voiture électrique citadine d’une autonomie de 250 km, est le modèle retenu en 2011 pour le déploiement d'Autolib' à Paris et en Île-de-France. Il échoue à Paris et s'arrête en 2018, puis à Lyon (Bluely) et à Bordeaux (Bluecub) en 2020,. D’autres services comparables échouent aussi à Indianapolis, Los Angeles (États-Unis) et Singapour.[réf. nécessaire]

### Logistique pétrolière
Acteur de logistique pétrolière en France et distributeur de produits pétroliers en Europe, le groupe conserve sa filiale Bolloré Energy à la suite de la cession de sa division Bolloré Transport & Logistics à MSC en 2021, et à CMA CGM en 2024,.

### Communication, médias et divertissement
Les activités de communication, médias et divertissement reposent principalement sur Vivendi dont le groupe Bolloré est actionnaire à 27 % depuis juillet 2018.

#### Médias
Lancé en 2007, Direct Matin, devenu CNews en 2017, est un quotidien gratuit français. Il est distribué dans onze agglomérations (Paris Île-de-France, Lille, Strasbourg, Lyon, Nice, Marseille, Montpellier, Toulouse, Bordeaux, Nantes et Rennes) à 900 000 exemplaires.
Filiale de Vivendi, le groupe Canal+ est éditeur et distributeur de chaînes de télévision spécialisé dans le sport, la fiction et le cinéma. Présent en France, en Afrique, en Pologne et en Asie du Sud-Est, le groupe Canal+ compte 11,9 millions d’abonnés individuels et 3,1 millions de clients issus des partenariats avec les opérateurs télécoms en France. Depuis 2017, ces partenariats ont permis de limiter la baisse du nombre d’abonnés en France tandis que l’international a été stimulé par de bons résultats de l’Afrique. Le groupe Canal+, détient trois chaînes gratuites : C8 qui a succédé à Direct 8 lancé en 2005 par le groupe (2005-2012) et D8 (2012-2016) ; CStar qui a succédé à Direct Star en 2010 à la suite du rachat de Virgin 17 par le groupe (2008-2010), et D17 (2012-2016) ; CNews qui a succédé à I-Télévision (1999-2002) et I-Télé (2002-2017).
En 2021, le groupe Bolloré prend le contrôle d'Europe 1

#### Cinéma
Avec StudioCanal, le groupe produit et distribue des films et des séries télévisées. Il exploite 6 500 titres issus de 60 pays, parmi lesquels La Bataille d'Alger (1966), Basic Instinct (1992), Le Pianiste (2002) ou encore Paddington (2014), considéré comme un des plus gros succès de StudioCanal.

#### Jeux vidéo
Afin de se renforcer dans le secteur des jeux vidéo, Vivendi est monté en 2016 à 95,94 % du capital de Gameloft après six mois de bras de fer avec la famille Guillemot. En 2017, Gameloft a développé 187 jeux vidéo sur smartphone pour 128 millions de joueurs mensuels. Le catalogue de Gameloft couvre des jeux grand public, d’action (Modern Combat, Order and Chaos), de sport (Asphalt), d’aventure (Dungeon Hunter), etc. Gameloft travaille aussi avec des sociétés comme Pixar, Mattel, Hasbro, Marvel, Lego et Sega afin d’associer certains de ses jeux à des marques : Spider-Man, Moi, moche et méchant, My Little Pony, Cars, L’Âge de glace…
En mars 2018, Vivendi s'est retiré d'Ubisoft après être monté à 27,31 % du capital en 2016.
Le Groupe Bolloré détient aussi plus de 21 % de la société Bigben Interactive, spécialisée dans le domaine de la distribution d’accessoires et de jeux vidéo.

#### Publicité et communication
Vivendi porte début juillet 2017 sa participation à 60 % au sein d’Havas, détient à la clôture de l’OPA 94,75 % du capital de l’entreprise. Havas accompagne les entreprises et les marques dans la publicité, la communication, le numérique et l’achat d’espaces. À son arrivée à la tête de Havas en 2013, Yannick Bolloré a déployé le modèle des Havas Villages afin de rassembler des agences et expertises en communication (création, média, numérique, événementiel, relations publiques, données…) dans un même lieu et faciliter la gestion des projets.
Le 7 juillet 2006, le groupe a acquis 40 % du capital social de l'institut de sondages CSA dont il est détenteur à 100 % depuis 2008.

### Participations financières
L'une des activités du groupe, initiée sur l'action personnelle de Vincent Bolloré (le petit prince de la finance) durant les années 1990, est la prise de participations financières.
Au 31 décembre 2017, les portefeuilles de titres cotés Bolloré et Vivendi représentent plus de 7,4 milliards d’euros, dont 1,1 milliard d’euros pour le portefeuille Bolloré (Bigben Interactive, Mediobanca, Vallourec…) et 6,4 milliards d’euros pour le portefeuille Vivendi (Telecom Italia, Mediaset, Telefonica, Ubisoft).
Major de l'industrie musicale, Universal Music Group produit des albums musicaux (découverte d'artistes, développement de leur carrière…), commercialise leur utilisation (dans les films, représentations publiques…), gère les droits d'auteur et vend des produits dérivés. Son catalogue rassemble des artistes locaux et internationaux, dont notamment les Beatles, les Rolling Stones, U2, Andrea Bocelli, Drake, Taylor Swift, Lady Gaga ou encore Helene Fischer. En 2017, le groupe a conclu plusieurs accords avec des acteurs du streaming comme Pandora, Amazon ou iHeartMedia et a contracté des licences avec, au total, plus de quatre cents services numériques sur la scène internationale. Le groupe s'est désengagé de Universal par une introduction en bourse de ce dernier en 2021. Le groupe Bolloré conserve 17,7 % d'Universal Music Group.

### Actifs agricoles
Le groupe Bolloré est également actionnaire minoritaire du groupe Socfin (39%), l’un des principaux planteurs dans le monde avec près de 200 000 hectares (palmiers à huile et hévéas) principalement au Cameroun, au Nigeria et au Libéria. Le groupe possède trois fermes aux États-Unis (soja, coton, olives…) et des vignobles dans le Sud de la France, en zones d’appellation « côtes de Provence ».

### Anciens actifs

#### Bolloré Transport & Logistics
Né fin 2014, de la fusion de trois filiales (Bolloré Logistics, Bolloré Africa Logistics, Bolloré Energy), Bolloré Transport & Logistics est dirigé par Cyrille Bolloré et représente 43% du chiffre d'affaires de Bolloré en 2017.

Carte de ports ouest-africains détenus ou exploités par le groupe Bolloré en 2021.

La filiale Bolloré Transport & Logistics est progressivement cédée, d'abord à l'armateur italo-suisse MSC en 2021, puis à l'armateur français CMA CGM en 2024. Elle s'organise autour de quatre métiers :
- logistique (anciennement SDV et SAGA) : gestion de la chaîne d’approvisionnement, gestion des stocks, transport multimodal (fret maritime, terrestre ou aérien), opérations douanières…
- concessions portuaires : terminaux, manutention et agences maritimes (dont une présence dans quarante-deux ports et dix-sept concessions de terminaux à conteneurs en Afrique : Côte d’Ivoire, Ghana, Nigeria, Cameroun, Gabon, Congo, Togo, Guinée…) ;
- distribution d’énergie : logistique pétrolière et distribution de produits pétroliers (fioul domestique, gazole routier et non routier auprès de 600 000 clients, particuliers et professionnels). L’activité est pilotée en Allemagne (Calpam), en Suisse (CICA) et en France (LCA et Charbons Maulois en Île-de-France, SFDM…) ;
- chemins de fer : transport de passagers, de marchandises, pose et entretien des voies, maintenance. 2 700 kilomètres de voie en Afrique sont exploitées via trois concessions : Sitarail, Camrail et Benirail.

Avant d’être intégrée à Bolloré Transport & Logistics en 2014, Bolloré Africa Logistics est le fruit de la fusion en 2008 de plusieurs filiales (SDV, Saga, Afritramp, Socapo, Antrak, etc.). Les activités de transport et de logistique en Afrique comptent 23 500 employés pour un chiffre d’affaires de 2,4 milliards d’euros.

## Organigramme
Au 31 décembre 2024, le Groupe Bolloré possède divers investissements :
- 100 % de Bolloré Energy
- 47,5 % de Alterfood
- 34,7 % de Socfin
  - 64.64% de SocFinAf
  - 58.25% de SocFinAsia
- 30,4 % de Canal+
- 30,4 % de Louis Hachette Group
  - 100 % de Prisma Media
  - 66,31 % de Lagardère
- 30,4 % d’Havas
- 29,3 % de Vivendi
  - 100 % de Gameloft
  - 19,78 % de MediaForEurope
  - 19,21 % de Banijay
  - 11,87 % de Prisa
  - 13,21 % de Lagardère
  - 9,94 % d’Universal Music Group
  - 2,51 % de TIM
- 20,8 % de Bigben Interactive
  - 48,67 % de Nacon
- 18,5 % d’Universal Music Group
- 5,96 % de Rubis

## Direction de l'entreprise
En 2018, les membres du conseil d'administration comprennent :
- Vincent Bolloré, président-directeur général
- Cyrille Bolloré (fils de Vincent), directeur général délégué et vice-président administrateur délégué
- Yannick Bolloré (fils de Vincent), vice-président
- Cédric de Bailliencourt, vice-président
- Gilles Alix, représentant Bolloré Participations et directeur général du Groupe Bolloré
- Nicolas Alteirac, administrateur représentant les salariés
- Elsa Berst, administrateur représentant les salariés
- Chantal Bolloré (sœur de Vincent)
- Marie Bolloré (fille de Vincent)
- Sébastien Bolloré (fils de Vincent)
- Valérie Coscas
- Marie-Annick Darmaillac, représentant Financière V[48]
- Hubert Fabri
- Janine Goalabré, représentant Omnium Bolloré
- Dominique Hériard-Dubreuil
- Céline Merle-Béral
- Alexandre Picciotto
- Olivier Roussel
- Martine Studer
- François Thomazeau

## Données financières
| Années             | 2015   | 2016   | 2017   | 2018   |
| ------------------ | ------ | ------ | ------ | ------ |
| Chiffre d'affaires | 10,824 | 10,076 | 18,325 | 23,024 |
| Résultat net       | 727    | 588    | 2,081  | 1,107  |
| Fonds propres      | 11,285 | 10,281 | 31,858 | 28,204 |
| Dettes financières | 4,281  | 4,259  | 4,841  | 4,882  |

## Données boursières
En juin 2023, le groupe vaut 16,5 milliards d'euros en Bourse.
| Années                                       | 2015   | 2016  | 2017   | 2018   |
| -------------------------------------------- | ------ | ----- | ------ | ------ |
| Nombre d'actions cotées en millions          | 2,895  | 2,910 | 2,922  | 2,930  |
| Capitalisation boursière en millions d'euros | 12,440 | 9,750 | 13,229 | 10,253 |

## Actionnariat
Liste des principaux actionnaires au 20 juin 2025.
| Famille Bolloré, via la Compagnie de l'Odet | 63,72 % |
| Yacktman Asset Management                   | 7,12 %  |
| Famille Picciotto, via Orfim                | 5,48 %  |
| Bolloré S.E. (autocontrôle)                 | 0,54 %  |
| Cédric de Bailliencourt                     | 0,12 %  |
| Chantal Bolloré                             | 0,12 %  |
| Value Square N.V.                           | 0,06 %  |
| Marie Bolloré                               | 0,06 %  |
| Sébastien Bolloré                           | 0,06 %  |
| State Street Global Advisors Ltd.           | 0,0010% |

## Controverses

### Gouvernance
Dans son rapport 2021 sur le gouvernement d’entreprise, l’Autorité des marchés financiers (AMF) épingle le groupe pour son non-respect du code de gouvernance de l’Afep-Medef. L’AMF doute de la véritable indépendance de l’un des administrateurs censés être indépendant.

### Exploitation illégale de ressources naturelles
Des entreprises associées au groupe Bolloré ont été mises en cause par l'ONU pour leur « exploitation illégale » de ressources naturelles, dont en particulier la colombite-tantalite (ou coltan), dans certaines régions d'Afrique, dont le commerce nourrit le trafic d’armes. Dans un rapport d'avril 2001, l'ONU indique que SDV, filiale à 100 % du groupe Bolloré, figure « parmi les principaux maillons de ce réseau d’exploitation et de poursuite de la guerre. Des milliers de tonnes de colombo-tantalite ont ainsi été chargées à partir de Kigali (Rwanda) ou ont transité par le port de mer de Dar es Salam (Tanzanie) ». Un rapport de 2002 place SDV sur la liste des entreprises qui « violent les principes directeurs de l’Organisation de coopération et de développement économiques [OCDE] à l’intention des entreprises multinationales ».

### Fraude
En septembre 2018, un article du quotidien Libération révèle que le Groupe Bolloré a été pris en flagrant délit de fraude concernant ses activités au Sénégal ; le fisc sénégalais ayant découvert des « irrégularités sur notes », le groupe français a fait l’objet d’un redressement fiscal d'un montant fixé à 1,5 milliard de francs CFA (2,3 millions d’euros).

### Gestion des ports
En avril 2018, Vincent Bolloré est mis en examen pour corruption d'agents publics étrangers après deux jours de garde à vue dans les locaux de la police anticorruption. Le milliardaire est en effet visé pour avoir utilisé sa filiale de communication politique Havas afin de gagner le marché de la gestion des ports de Conakry (Guinée) et Lomé (Togo). Dans les deux cas, l'agence Havas gère la communication des candidats à l'élection présidentielle (Alpha Condé en Guinée et Faure Gnassingbé au Togo) quelques mois avant que Bollore Africa Logistics (anciennement SDV) n'obtienne les exploitations. Des investigations révèlent que les deux candidats aux présidentielles en Guinée et au Togo ont bénéficié de sous-facturation de la part d'Havas. Au sujet de la cession de la gestion du port de Conakry à la société de Vincent Bolloré, Alpha Condé déclare en 2016 : « C'est un ami [Bolloré]. Je privilégie les amis. Et alors ? ». La rupture du contrat d'une durée de 25 ans liant la Guinée au gestionnaire français Necotrans depuis 2008 n'a fait qu'accroître les soupçons pesant sur Bolloré.
Le 13 décembre 2018, six mois après la garde à vue de son patron, c'est la holding Bolloré SE qui est mise en examen pour corruption dans l'affaire des concessions portuaires en Afrique de l'Ouest. Dans un premier temps, le groupe « conteste formellement » les irrégularités qui lui sont reprochées.
Cependant, en 2021, Vincent Bolloré reconnait les faits de corruption qui lui sont reprochés et accepte le plaider-coupable proposé par le parquet, dont l'homologation est refusée par le tribunal judiciaire de Paris, ouvrant la voie à un procès en correctionnelle. De son côté, la société Bolloré SE a vu homologuée une Convention judiciaire d'intérêt public aux termes de laquelle elle devra régler une amende calculée sur la base des bénéfices du groupe envisagés sur la concession portuaire de Lomé.
Le groupe est réputé pour infliger des procédures dispendieuses, psychologiquement éprouvantes et interminables, à tout plaignant, afin de dissuader les plaintes suivantes, et ce au sein de toutes ses filiales.
Le 18 mars 2025, Une plainte contre le groupe Bolloré, au parquet national financier de Paris. Cette plainte est déposée par le collectif Restitution pour l'Afrique qui se compose de onze ONG, présentes dans six pays en Afrique, Togo, Guinée, Cameroun, Ghana, Côte d'Ivoire, RDC, pour les chefs présumés de « recel » et de « blanchiment d'argent » dans le cadre de ses activités logistiques en Afrique, et la gestion de ses ports.

### Liens avec le monde politique
Le directeur général du groupe, Gilles Alix, indique en 2008 au sujet des relations entre le groupe et les dirigeants africains que « Les ministres, on les connaît tous là-bas. Ce sont des amis. Alors, de temps en temps — je vais être clair —, on leur donne, quand ils ne sont plus ministres, la possibilité de devenir administrateurs d’une de nos filiales. C’est pour leur sauver la face. Et puis on sait qu’un jour ils peuvent redevenir ministres ».
Selon Le Monde diplomatique, les journaux possédés par Vincent Bolloré, Matin Plus et Direct Soir, « soignent l’image des chefs d’États amis, qui, manquant pour la plupart de légitimité électorale, ne se maintiennent au pouvoir que par la répression interne et la propagande d’exportation. C’est ainsi que Matin plus, quotidien réalisé en partenariat avec Le Monde, dresse un bilan flatteur des vingt-cinq années de règne du chef de l’État camerounais Paul Biya. Le gouvernement de Yaoundé, apprend-on avec surprise, se démène pour « revaloriser le pouvoir d’achat » des Camerounais et « renforcer les institutions de promotion des droits de l’homme ». Pour remporter la concession du port de Dakar en 2007, Bolloré fait consacrer une émission spéciale au président sénégalais sur la chaîne de télévision de son groupe, Direct 8, et une double « une » dans ses journaux Matin plus et Direct soir : « Abdoulaye Wade : un grand d’Afrique ».
En France, le groupe est soupçonné d'user des relations personnelles entre Vincent Bolloré et plusieurs hommes politiques (Nicolas Sarkozy, Alain Madelin, Gérard Longuet, François Léotard) pour favoriser ses intérêts auprès de pays africains. Le groupe a par ailleurs intégré des responsables politiques dans sa direction. Ainsi, Michel Roussin (ancien ministre de la Coopération d’Édouard Balladur) est l'un des « messieurs Afrique » du groupe pendant plus de dix ans. Alain Minc et le député Jean Glavany sont nommés au comité stratégique du groupe.

### Controverses liées aux activités agricoles
Un reportage de Benoît Collombat, diffusé le 29 mars 2009 et intitulé Cameroun, l'empire noir de Vincent Bolloré, lance une controverse sur certaines activités africaines du groupe, qui soutient la fondation de Chantal Biya, épouse du président de la République du Cameroun Paul Biya, ainsi qu'une radio tenue par un prêtre proche du pouvoir. Cette controverse est relayée, notamment, par les sites Mediapart et Rue89. Elle aboutit à un procès en diffamation contre France Inter, gagné par Vincent Bolloré le 6 mai 2010, le tribunal estimant cependant que l'analyse proposée par Benoît Collombat est « critique, sinon polémique », mais qu'il s'agit « d'éléments s'intégrant dans un libre débat d'opinion ».
Controverse au Cameroun : le vendredi 3 décembre 2010, l'association Sherpa formée de juristes et d'avocats ainsi que deux organisations camerounaises (le CED et la Focarfe) se sont associées pour déposer une saisine devant l’OCDE contre la société Bolloré SA et la société Financière du Champ de Mars (groupe Bolloré), actionnaires minoritaires indirectes de la société camerounaise de palmeraies (Socapalm) ; la société Socfinal et la société Intercultures (groupe Fabri), actionnaires de contrôle de la Socapalm pour violation des « principes directeurs » (non contraignants) édictés par l'OCDE à l’intention des entreprises multinationales. Il reste à savoir quelle est la part de responsabilité de chacun,. Le paysan Emmanuel Elong milite contre l'expropriation des terres pour les palmeraies exploitées au Cameroun.
À la suite de la diffusion d'un article de Rue89 intitulé « Socapalm au Cameroun, l'épine du groupe Bolloré », le directeur de publication de Rue89 et l'auteur de l'article en question sont mis en examen en août 2011, de même qu'un journaliste de France Inter (Benoît Collombat).
En 2012, Oakland Institute publie un rapport concernant l'opposition de la population de Sierra Leone et sa répression, face au développement des plantations de palmiers à huile de SocFin. Il dénonce également les conditions de travail et les bas salaires pratiqués sur ces exploitations.
En 2013, le groupe poursuit en diffamation deux magazines en ligne, Basta ! et Rue89, à la suite d'un article sur l'accaparement des terres. Plusieurs journalistes sont mis en examen le 1er août 2013 au tribunal de grande instance de Paris.
En 2015, des paysans cambodgiens assignent en justice, en France, la société Bolloré ainsi que la SocFin pour la « perte de leurs ressources économiques, la destruction de leurs lieux de culte et la dégradation de leur environnement » à la suite du développement des cultures d'hévéa.
Après une tentative de négociation échouée en 2014, des manifestations coordonnées par l'association ReAct sont organisées devant la tour Bolloré au moment des assemblées générales en 2015, 2016 et 2017 pour dénoncer les accaparements des terres.
En 2016, dans son jugement concernant la plainte en diffamation contre Basta !, la 17e chambre du tribunal a estimé que la relaxe s’imposait. Lundi 25 avril, le groupe Bolloré fait appel puis perd définitivement en 2018 après s'être pourvu en cassation.
Controverse au Libéria : le groupe Bolloré possède la plus grande plantation d’hévéas du pays, via sa filiale Liberia Agricultural Company (LAC). En mai 2006, la mission des Nations unies au Libéria publie un rapport décrivant les conditions catastrophiques des droits de l’homme sur la plantation : travail d’enfants de moins de quatorze ans, utilisation de produits cancérigènes, interdiction des syndicats, licenciements arbitraires, maintien de l’ordre par des milices privées, expulsion de 75 villages, etc..
En décembre 2022, la Cour d’appel de Versailles ordonne au groupe Bolloré de clarifier ses relations avec le holding luxembourgeois Socfin, qui exploite des plantations d’hévéas en Afrique et en Asie.

### Relations avec les médias et tentatives de censure
Le groupe est débouté d'une autre plainte contre Bastamag le 14 avril 2016, ayant décrit des conditions des droits de l’homme « catastrophiques » dans les plantations au Libéria où travaillent « des enfants de moins de 14 ans ». Le 22 juillet 2016, c'est au tour de la chaîne France 2 d'être attaquée en justice par le groupe Bolloré. Celui-ci reproche à la chaîne nationale de le « dénigrer gravement » à la suite d'une seconde diffusion de l'émission Complément d'enquête consacré à l'activité de groupe, décrivant des conditions de travail exécrables et a filmé un travailleur de 14 ans. Le groupe Bolloré intente dès lors de multiples recours, en France et au Cameroun notamment. Le 5 juin 2018, le tribunal correctionnel de Nanterre déboute à nouveau le groupe Bolloré et condamne celui-ci à verser 3 500 euros à France 2 et au journaliste Tristan Waleckx au titre des frais de justice. Le 11 juin 2018, une plainte que le groupe Bolloré dépose sur le même sujet, auprès du tribunal de commerce a également été rejetée.
Les pressions sur la presse sont telles qu'en janvier 2018 vingt-six associations, vingt-trois médias d'horizons très variés (tels que Mediapart, Bastamag, TF1 et BFMTV) et de nombreux journalistes (par exemple Benoît Collombat, John-Paul Lepers, Tristan Waleckx) s'expriment dans une tribune publique intitulée « Face aux poursuites-bâillons de Bolloré : nous ne nous tairons pas ! » contre ce qu'ils appellent les « entraves à la liberté de la presse dont est désormais coutumier le groupe Bolloré ». Plusieurs sociétés de journalistes et ONG, dont Sherpa, Attac et Reporters sans frontières, rappellent que le groupe Bolloré et sa filiale Socfin ont initié depuis 2009 plus de 20 procédures en diffamation contre des articles ou journaux, en France et à l'étranger, ceci afin de « contourner la loi de 1881 sur la liberté de la presse », et assimilent ces procédures judiciaires à des poursuites-bâillons. Avant cette tribune, la possibilité de mettre en cause le groupe Bolloré déjà questionné en 2016 par un des médias poursuivis, texte repris par une association de surveillance des médias. En novembre 2015, un communiqué concernant les attaques d'entreprises contre la presse dont celles du groupe Bolloré publiées par une petite association, la CPML.
Fait exceptionnel, des poursuites ont été entreprises contre deux particuliers ayant seulement mis un lien sur leurs sites Internet vers un article de Bastamag.
En janvier 2019, Edwy Plenel et Fanny Pigeaud de Mediapart, sont condamnés pour diffamation pour l’article « Comment le groupe Bolloré a ruiné deux entrepreneurs camerounais ». Le tribunal a retenu une présentation à charge des faits. Dix des passages sur les onze visés par la plainte ont été considérés comme diffamatoires. En 2021, Edwy Plenel et Fanny Pigeaud sont relaxés par la cour d'appel de Versailles au titre de la "bonne foi", jugeant que la base factuelle de l'enquête est « sérieuse et suffisante ».
En mai 2019, le groupe Bolloré est condamné pour procédure abusive à l'encontre du journaliste Benoît Collombat.
En juillet 2019, deux journalistes de L’Obs sont condamnés en diffamation pour un article paru en février 2014 faisant état de corruption dans l’attribution de la concession d’un terminal à conteneurs dans le port d’Abidjan, en Côte d’Ivoire.
En octobre 2021, RSF appelle le CSA, l'État ou l'Autorité de la concurrence à intervenir contre Vincent Bolloré en raison des "méthodes brutales" qu'il met en place au sein des médias qu'il possède. Des journalistes ayant collaboré dans des médias qui lui appartiennent témoignent à visage découvert contre Vincent Bolloré dans le documentaire "Le Système B - L'information selon Vincent Bolloré", alertant sur la nécessité de protéger la presse.

## Activité de lobbying auprès des institutions de l'Union européenne
Bolloré - Blue solutions est inscrite depuis 2017 au registre de transparence des représentants d'intérêts auprès de la Commission européenne. Il déclare en 2017 pour cette activité des dépenses annuelles d'un montant de 200 000 euros.

## Mobilisations contre le groupe Bolloré
En 2022, un collectif "Stop Bolloré" est mis sur pied. En 2024, 80 librairies indépendantes se mobilisent contre le groupe et contre sa mainmise sur le monde de l'édition, en appelant notamment à boycotter les éditions du groupe Hachette. En 2025, le collectif "Désarmer Bolloré" lance pour sa part une campagne d'alerte à l'aide de marque-pages.

### Sites officiels
- Sites officiels : (fr + en) www.bollore.com et bollore-energie.fr
- Ressource relative à l'audiovisuel :   - France 24
- Ressource relative aux organisations :   - SIREN
- Notices d'autorité :   - VIAF
  - IdRef
- Vincent Bolloré aux entretiens de Dauphine, en novembre 2005